# ترتیزک زرد جنگلی
ترتیزک زرد جنگلی (نام علمی: Rorippa sylvestris) نام یک گونه از سرده ترتیزک زرد است.